# 松平忠政 (松平広忠の子)
松平 忠政 （まつだいら ただまさ）は、戦国時代から安土桃山時代の武将。松平広忠の子で、徳川家康の異母兄とされる。同母弟に僧侶の樵臆恵最がいる。ただし『寛政重修諸家譜』は、家康の異母兄という伝承に否定的な考証を行っている。

## 伝えられる事績
『寛政重修諸家譜』（以下、『寛政譜』）によれば、幕臣の松平彦大夫忠元らの呈譜や酒井忠道家臣（姫路藩士）松平孫三郎久典の系譜に松平忠政が先祖として示され、また三河国の法蔵寺（現在の岡崎市本宿町）や広忠寺（岡崎市桑谷町）の記録にも名が見られるという。それらによれば、松平忠政の経歴は以下の通り。
母は大給松平氏の松平乗正の娘（名は「お久の方」）。於大の方が岡崎城に輿入れすると、母は忠政を連れて三河国桑谷村へ移り住んだ。その後、徳川家康と同日に同母弟が生まれ、僧侶となることが定められた（のちの樵臆恵最で、広忠寺初代住職となった）。

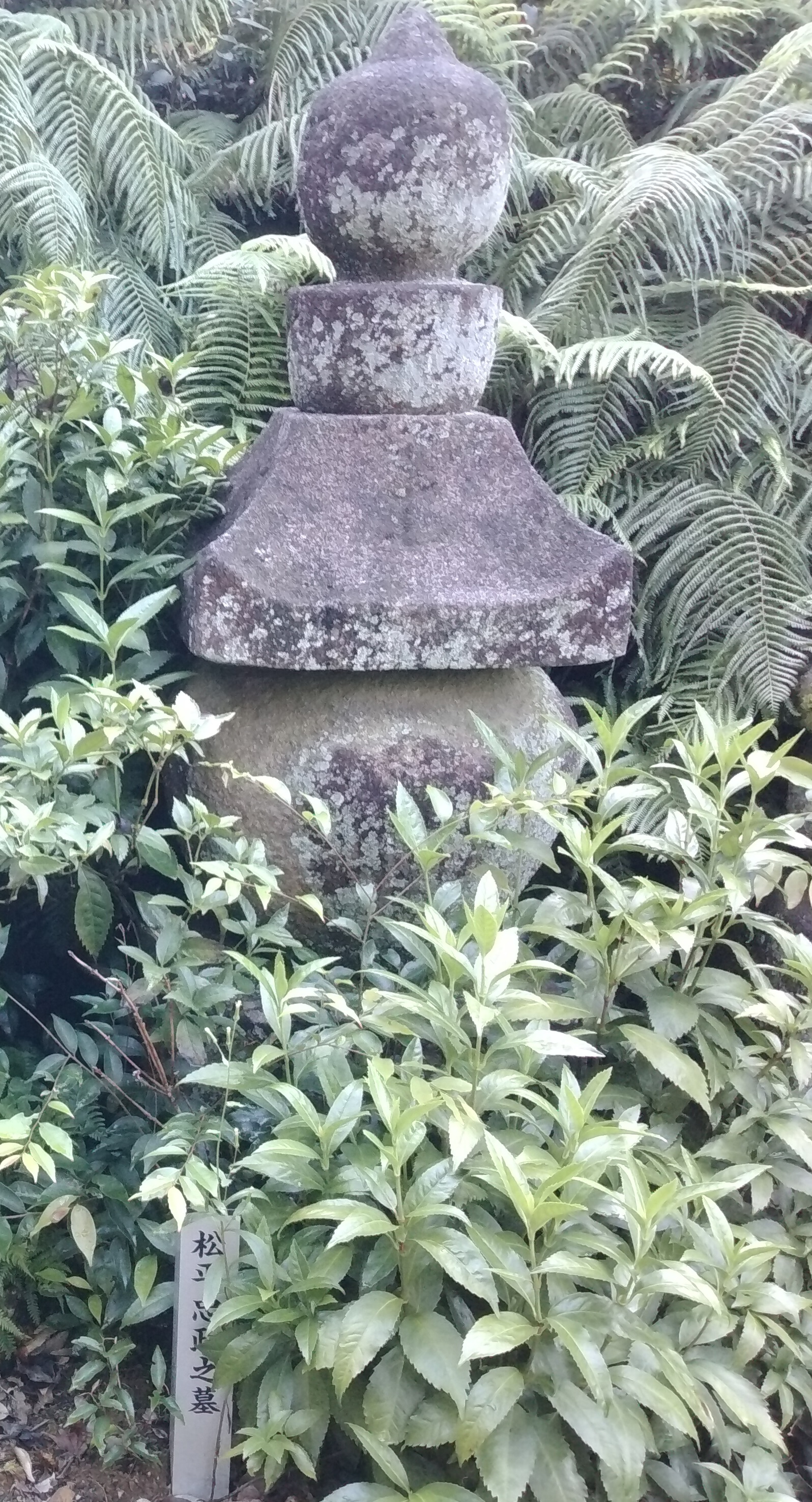
岡崎市法蔵寺の松平忠政の墓

永禄4年（1561年）、酒井正親が西尾城を攻めた際には、家康の命により正親に加勢した。後に三河国額田郡に領地を賜い、従五位下右京大夫に叙された。慶長4年（1599年）没、享年59歳。三河国山中村（現在の岡崎市本宿町）の法蔵寺に葬られた。
忠政には孫三郎康久、右京進長清の2人の子があった。康久は従兄弟である松平信康に仕え、信康の死後は酒井重忠（酒井正親の子）に属した。その子孫は代々酒井雅楽頭家の家臣となり、その子孫は『寛政譜』編纂時の姫路藩士松平久典の家である。長清の末裔は幕臣となって数家に分かれた。『寛政譜』編纂時には子孫として松平彦大夫忠元・松平万之助政備・松平平十郎政親の3家が続いている。

## 『寛政譜』での考証
『寛政譜』には、忠政―長清の子孫という諸家の系譜（巻第四十二に収録）に長い按文が付されており、上記の忠政に関する「家説」と、以下のような考証と事件が記録されている。
『寛政譜』編纂時の考証によれば、『寛永諸家系図伝』（以下『寛永系図』）など幕府の記録を確認したが、忠政および樵臆恵最を松平広忠の子と伝える記録が無く、母・お久の方についても大給松平家の記録には存在しなかった。また、広忠寺に寄進したとする土地についての書状も存在せず、従五位下右京大夫の叙任についても疑わしいという。
また、「松平忠政の子・右京進長清」とされる人物は、『寛永系図』にある長沢松平家の孫三郎某（『寛政譜』では「信重」）の子・右京長次と同一ではないかとしている。『寛政譜』本文では『寛永系図』を書き継ぐ形で、孫三郎某―右京長次の子孫とする系図が収められている。なお「長清」の兄「康久」に相当する人物は『寛永系図』に見られないとして、『寛政譜』には記載されていない。
なお、諸家の本家にあたる松平彦大夫信明は、享保20年（1736年）に勘気を被っていったん家禄を没収されており、その子の彦大夫政美が愁訴して、延享2年（1745年）に御家人として家を再興することになる。この際に系譜について問われた同族の松平二郎右衛門忠暁が「忠政」に始まる系図を提出したところ、それが事実であるならば家康の近親であるにもかかわらず、知る者がなく微禄のままであるのは不審である、『寛永譜』の孫三郎某と右京長次が汝の祖先であろうと問い詰められる一件があった。忠暁は、家で書き伝えたものを失ったために父祖よりの口伝で系図を作ったと釈明した。『寛政譜』の考証ではこの一件を、家説の疑わしさを示すものとしつつ、後勘に備えるとして記している。